# Премія Отто Лапорте
Пре́мія О́тто Лапорте́ (англ. Otto Laporte Award) — наукова нагорода Американського фізичного товариства, що вручалась у 1972—2003 роках науковцям, що працювали у галузі гідродинаміки.

## Історична довідка
Премію засновано у 1972 році як лекторську нагороду. Названо на честь американського фізика-науковця Отто Лапорте (1902—1971). Вручалась щорічно «на знак визнання видатного внеску у гідродинаміку». У 1985 році вона стала нагородою, що вручалась під егідою Американського фізичного товариства.
У 2004 році премію було приєднано до Премії з гідродинаміки, що також присуджується Американським фізичним товариством.

## Лауреати
- 1972: Richard G. Fowler
- 1973: Цзяцяо Лінь
- 1974: Йоганнес Бюргерс
- 1975: Russell J. Donnelly[en]
- 1976: George F. Carrier[en]
- 1977: Yuan-Cheng Fung[en]
- 1978: Cecil E. Leith, Jr.
- 1979: Stanley Corrsin[en]
- 1980: Robert Byron Bird[en]
- 1981: Howard Wilson Emmons[en]
- 1982: Петер Веґенер[de]
- 1983: John W. Miles[en]
- 1984: Джеймс Лайтгілл
- 1985: Ганс Ліпманн[en]
- 1986: Мілтон Ван-Дайк[en]
- 1987: John Trevor Stuart[en]
- 1988: Яглом Аківа Мойсейович[en]
- 1989: Chia-Shun Yih[en]
- 1990: Tony Maxworthy[de]
- 1991: Steven Orszag[en]
- 1992: William Craig Reynolds[en]
- 1993: Роберт Крайшнан[en]
- 1994: Philip Saffman[en]
- 1995: K. R. Sreenivasan[en]
- 1996: Donald Coles
- 1997: Marvin Emanuel Goldstein
- 1998: David Crighton[en]
- 1999: Eli Reshotko
- 2000: Hassan Aref[en]
- 2001: John Kim[en]
- 2002: Andrea Prosperetti[en]
- 2003: Норман Забускі